# Albigeois (área volcánica)
El área volcánica de Albigeois es una zona volcánica entre Mediodía-Pirineos y Languedoc-Rosellón, en Francia. Pertenece al Macizo Central Francés. La zona volcánica está formada por grandes mesetas volcánicas formadas de metabasaltos y doleritas; situándose al norte de la Montaña Negra. 